# Neuastenberg
Neuastenberg is een dorp in de gemeente Winterberg in het Sauerland in Duitsland.
Neuastenberg ligt aan de Uerdinger linie, het gesproken dialect is er het Westfaals.
Neuastenberg is een bekend luchtkuuroord, met de Postwiese (600-730m), na Skiliftkarussell Winterberg het meest sneeuwzekere skigebied in het Sauerland. Het hoogste punt wordt gevormd door de 841 m hoge Kahler Asten en de skivlakte omvat circa 35 ha. Deze is voorzien van vele sneeuwkanonnen en er zijn acht sleepliften en een vierpersoons stoeltjeslift. Ook het plaatselijke Wintersportmuseum is daar gehuisvest.
Neuastenberg biedt net als de dorpen Lenneplatze en Langewiese ook zeer goede mogelijkheden tot Langlaufen. In Langewiese is het langlauftrainingscentrum van de Duitse Ski Bond gevestigd.